# Gorsko Selo, Tărgoviște
Gorsko Selo (în bulgară Горско Село) este un sat în comuna Omurtag, regiunea Tărgoviște,  Bulgaria. 

## Demografie
Componența etnică a satului Gorsko Selo
     Turci (96,47%)
     Nicio identificare (3,52%)
     Altele (0%)
La recensământul din 2011, populația satului Gorsko Selo era de 142 locuitori. Din punct de vedere etnic, majoritatea locuitorilor (96,47%) erau turci. Pentru 3,52% din locuitori nu este cunoscută apartenența etnică.